# Edwin Ramos
Pour les articles homonymes, voir Ramos.
 (juillet 2018).
 (juin 2018).
Le contenu est difficilement compréhensible vu les erreurs de traduction, qui sont peut-être dues à l'utilisation d'un logiciel de traduction automatique.
 (juillet 2018).
Edwin Ramos Umaña, né le 12 octobre 1986, est un membre de gang salvadorien condamné pour triple homicide aux États-Unis. Ayant immigré illégalement du Salvador et membre de la Mara Salvatrucha (MS-13), il est condamné le 22 juin 2012 pour le meurtre d'Anthony Bologna et de deux de ses fils, Michael et Matthew, à San Francisco.
Ramos est né au Salvador, il a grandi à San Francisco puis a déménagé à El Sobrante en Californie. Alors adolescent, Ramos fut placé en liberté surveillée pour des crimes violents mais ne fut jamais expulsé. Le cas Ramos a provoqué l'indignation de l'opinion publique concernant le statut de « ville sanctuaire » dont bénéficie la ville de San Francisco, lequel a empêché l'application des lois sur l'immigration. Peu après les meurtres, le maire de San Francisco, Gavin Newsom, modifiera les règles afin d'autoriser les autorités municipales à déférer aux autorités fédérales les délinquants condamnés mineurs en situation irrégulière.

## Biographie
Ramos est né au Salvador, ou il fut élevé par sa grand mère. Le quotidien San Francisco Chronicle rapporte en 2008 que Ramos était entré illégalement aux États-Unis à l'âge de treize ans afin de vivre avec sa mère et ses deux sœurs, mais des rapports postérieurs indiquent que Ramos était en fait un immigré légal dont le visa a expiré.
En 2003, la mère de Ramos signale sa disparition, et celui-ci ne rentre à la maison que onze jours plus tard. Le 22 octobre de la même année, Ramos est l'un de trois membres du MS-13 soupçonnés d'avoir attaqué à bord d'un bus municipal un homme qui refusait de se déclarer membre du gang. Le tribunal pour mineurs condamne alors Ramos pour agression et appartenance à un gang et le fait placer en centre fermé. Alors en liberté surveillée, Ramos est confié le 2 avril 2004 à la garde de sa mère, mais il agresse une femme enceinte et son frère seulement quatre jours plus tard. Ramos est reconnu coupable de tentative de vol, mais pas d'« agression », et sera placé au Log Cabin Ranch, un centre pour délinquants mineurs ou il restera de juin 2004 à février 2005.
Après sa libération, il vit chez une tante (la sœur de sa mère) et dépose une demande de résidence temporaire, laquelle sera rejetée ; les autorités fédérales ayant appris que Ramos demeurait illégalement sur le territoire des États-Unis.
En 2006, Jaime Martinez, ancien leader du MS-13 devenu informateur, dira au FBI que Ramos avait tué un membre du gang Norteño alors âgé de 21 ans, Rolando « Chino » Valldares, à Mission District, San Francisco.
Ayant été membre à San Francisco du gang MS-13 de la 20e rue, Ramos déménage à El Sobrante et y rejoint un gang allié au MS-13, le Pasadena Loco Sureños (PLS). Le 30 mars 2008, il est arrêté parce que sa voiture est équipée de vitres teintées illégales et est dépourvue de plaque d'immatriculation. La police trouve à son bord un passager du nom d'Erick Lopez qui tente de dissimuler une arme dont il s'avérera qu'elle a été utilisée pour commettre un double homicide. D'après le rapport de police, Ramos coopère avec les officiers mais son passager s'est enfui avant d'être rattrapé et arrêté. Les fichiers sur Ramos et Lopez avaient permis aux forces de l'ordre de les identifier comme membres actifs du MS-13. Le parquet abandonnera les charges à l'encontre de Ramos car rien ne prouve qu'il savait que son passager portait une arme. Les services de police de San Francisco contacteront alors l'agence de l'Immigration and Customs Enforcement (ICE) pour savoir s'ils souhaitaient détenir Ramos, ce qui ne fut pas le cas.

## Meurtre et procès
Le 22 juin 2008, Tony Bologna (48 ans) et ses fils Matthew et Michael (16 et 20 ans) sont abattus près de leur domicile dans l'Excelsior District de San Francisco alors qu'il rentrent chez eux dans l'après-midi après un barbecue passé en famille à Fairfield. Bologna devait se reposer avant de prendre son poste de manager de nuit dans un supermarché. Un autre des fils de Bologna est grièvement blessé dans la fusillade. Le San Francisco Chronicle, présente d'abord l'incident comme une altercation entre automobilistes. Ramos (21 ans) est arrêté et accusé de meurtre trois jours plus tard sans possibilité de libération sous caution,.
Les auditions préliminaires se tiennent en juin 2009 et le seul survivant de la tuerie identifie Ramos comme étant le tireur. En septembre 2009, le San Francisco Chronicle rapporte que Douglas Largaespada, un membre présumé du MS-13, avait affirmé un an plus tôt que Ramos était le responsable de la tuerie des Bologna. Marvin Medina, un homme blessé dans une autre fusillade des heures avant le meurtre des Bologna et niant connaître Ramos ou d'autres membres du MS-13, témoigne devant la cour, le parquet cherchant à déterminer si Ramos avait voulu venger sa propre attaque en tuant les Bologna. Marvin Medina ne saura pas expliquer pourquoi il a tourné pendant deux heures en voiture dans le Mission District la veille de son attaque, ni pourquoi il a appelé plusieurs personnes sauf les secours après s'être fait tirer dessus. Le 24 juin, le sergent Mario Molina, officier de police de San Francisco et expert des gangs latinos, témoigne que Ramos pensait que les Bologna étaient des membres du gang rival des Norteños.
Le 29 juin 2009, le juge de la Cour supérieure de San Francisco, Teri Jackson, décide que Ramos devrait répondre de trois chefs d'accusation pour meurtre et Ramos plaide non coupable le 13 juillet. D'après le sergent Molina, Ramos déclarera que son ami Wilfredo « Flaco » Reyesruano, identifié par la police comme étant un leader des MS-13, était l'auteur des coups de feu sur les Bologna. L'avocat général Kamala Harris requiert la peine maximale de prison à perpétuité sans possibilité de libération anticipée plutôt que la peine de mort et le maire de San Francisco Newsom soutient cette décision.
Harry Dorfman et George Butterworth représentent l'accusation et Marla Zamora la défense de Ramos. Le juge Jackson avait révoqué le précédent avocat Robert Amparan le 7 janvier pour conflit d'intérêts puisque ce dernier défendait également Douglas Largaespada.
Le 1er décembre 2009, Marvin Medina reconnait qu'il avait menti à la cour six mois plus tôt. Il est incapable d'expliquer pourquoi son numéro de téléphone portable était sur le portable de Ramos et quand l'accusation fait observer un large tatouage « MS » sur son dos, Medina doit admettre qu'il est un ancien membre du gang des MS-13. Medina plaidera coupable pour trois chefs d'accusation de parjure concernant ses déclarations sur le fait de ne pas connaître Reryesruano, de n'avoir rencontré Ramos qu'une seule fois, et sur le fait qu'il était seul lors qu'on lui a tiré dessus en 2008. Comme il était détenu depuis la fin des audiences préliminaires, Medina sera condamné à trois ans de mise à l'épreuve le 12 janvier 2012 en tenant compte du temps déjà passé en prison, mais restera incarcéré en tant que témoin essentiel avec une caution de libération fixée à 1 million de dollars.
En mai 2012, un jury condamne Ramos à San Francisco pour le double meurtre des Bologna et pour tentative de meurtre sur l'un des membres survivants de la famille. Le 11 juin 2012, le juge Charles Haines prononce une condamnation de 182 années de réclusion criminelle sans possibilité d'appel.

### Impact sur la politique de «ville sanctuaire»
La veuve de Tony Bologna, Danielle, et d'autres membres de la famille, critiquèrent vivement la politique de « ville sanctuaire » menée par la ville de San Francisco et pointèrent la responsabilité dans le crime. Cette politique « empêche les autorités municipales de coopérer avec les autorités fédérales dans la prises de sanctions à l'égard des immigrés clandestins ». Le 2 juillet 2008, presque une semaine après le meurtre des Bologna, le maire de la ville Gavin Newsom modifiera la politique de ville sanctuaire afin d'autoriser la remise aux autorités fédérales des mineurs illégaux ayant fait l'objet de condamnations et ainsi d'en permettre l'expulsion du pays.
Le 30 juillet 2008, des membres du Minuteman Project, un groupe de citoyens qui patrouillent sur la frontière mexico-américaine, organisèrent une manifestation à l'hôtel de ville de San Francisco pour dénoncer la politique de ville sanctuaire et demander la démission du maire Newsom. Cinnamon Stillwell rédigea un article assez critique sur cette politique pour le San Francisco Chronicle en juillet 2008. Jesse McKinley du New York Times évoque le cas Ramos dans un article de juin 2009 sur la politique des villes sanctuaires. Danielle Bologna milita pour que la procureure générale Kamala Harris requiert la peine capitale pour Ramos, mais cette dernière s'était engagée à ne jamais requérir la mort dans quelque affaire criminelle que ce soit.

### Plainte de Bologna contre la ville de San Francisco
Le 22 août 2008, Danielle Bologna et d'autres membres de sa famille, attaquèrent la ville de San Francisco au motif que la politique de ville sanctuaire avait contribué de façon importante aux trois meurtres. Le cas est élevé au niveau fédéral car il implique des violations de droits constitutionnels et la juge Susan Illston déclare le 14 septembre 2009 que Bologna est en mesure de poursuivre la ville de San Francisco devant un tribunal d'État.
Le 22 février 2010, la juge Charlotte Woolard de la cour de San Francisco rend sa décision : la ville ne peut être tenue responsable d'aucun des crimes qu'Edwin Ramos a commis après sa remise en liberté car la ville n'avait aucune information sur une possible dangerosité de Ramos à l'égard des Bologna et que le but de la politique de ville sanctuaire est d'améliorer le contrôle des immigrés, pas de prévenir la criminalité.